# Premio Eckert-Mauchly
Il premio Eckert–Mauchly ( inglese Eckert–Mauchly award) , inaugurato nel 1979, riconosce i contributi ai sistemi digitali all'architettura dei computer. Fu chiamato così in onore di John Presper Eckert e John William Mauchly che nel 1947 collaborarono al design e alla costruzione del primo computer elettronico, ENIAC, (Electronic Numerical Integrator and Computer). I premiati ricevono un certificato e 5.000 dollari donati dall'ACM e dalla IEEE per contributi straordinari nel campo dei computer e dell'architettura dei sistemi digitali.

## Premiati
- 1979 Robert S. Barton
- 1980 Maurice V. Wilkes
- 1981 Wesley A. Clark
- 1982 Gordon C. Bell
- 1983 Tom Kilburn
- 1984 Jack B. Dennis
- 1985 John Cocke
- 1986 Harvey G. Cragon
- 1987 Gene M. Amdahl
- 1988 Daniel P. Siewiorek
- 1989 Seymour Cray
- 1990 Kenneth E. Batcher
- 1991 Burton J. Smith
- 1992 Michael J. Flynn
- 1993 David J. Kuck
- 1994 James E. Thornton
- 1995 John Crawford
- 1996 Yale Patt
- 1997 Robert Tomasulo
- 1998 T. Watanabe
- 1999 James E. Smith
- 2000 Edward Davidson
- 2001 John Hennessy
- 2002 B. Ramakrishna (Bob) Rau
- 2003 Joseph A. (Josh) Fisher
- 2004 Frederick P. Brooks
- 2005 Robert P. Colwell
- 2006 James H. Pomerene
- 2007 Mateo Valero
- 2008 David Patterson
- 2009 Joel Emer
- 2010 Bill Dally
- 2011 Gurindar S. Sohi
- 2012 Algirdas Avizienis